# Embarque Imediato
Embarque Imediato é um filme de comédia brasileiro de 2009, dirigido por Allan Fiterman e escrito por Aloísio de Abreu, Laura Malin e Marcelo Floriao. O filme é protagonizado por Marília Pêra, Jonathan Haagensen e José Wilker, e conta a história de uma comissária de bordo (Pêra) que se apaixona por um jovem (Haagensen), o qual tenta entrar imigrar clandestinamente para os Estados Unidos em busca de melhores condições de vida.
Embarque Imediato foi lançado nos cinemas do Brasil em 11 de dezembro de 2009 pela Europa Filmes. O filme não foi bem recepcionado pela crítica especializada, sendo considerado um projeto promissor, com desempenho positivo do elenco, mas com um desenvolvimento prejudicado, sobretudo pelo pelo roteiro dotado de piadas inadequadas. O filme não obteve sucesso comercial, tendo um público de cerca de 35 mil espectadores, gerando uma receita de R$ 304.073,23.

## Sinopse
Justina (Marília Pêra) é uma comissária de bordo que já tentou muitas vezes construir uma vida fora do país, mas continua sonhando com uma vida melhor para si. No aeroporto, ela conhece o jovem Wagner (Jonathan Haagensen), que está tentando sair do Brasil, mas imigrando clandestinamente para os Estados Unidos. Justina sofre com Fulano (José Wilker), seu atual namorado, um agenciador de modelos plus size, pois ele não assume um compromisso sério com ela. Em meio as decepções de sua vida, a comissária de bordo acaba se apaixonando por Wagner, apesar da diferença de idade deles, e os planos de fuga dele são interrompidos. Só que, agora, Justina terá que disputar o interesse do jovem com Jô (Clara Choveaux), a namorada dele, e Amparo (Marta Nieto), uma aeromoça caliente.

## Elenco
- Marília Pêra como Justina
- Jonathan Haagensen como Wagner
- José Wilker como Fulano da Silva
- Clara Choveaux como Jô
- Marta Nieto como Amparo
- Sandra Pêra como Betina
- Edi Oliveira como Fausto

## Produção
As filmagens do filme ocorreram ao longo de 2008 na cidade do Rio de Janeiro, com locações distribuídas pelo aeroporto Tom Jobim, e nos bairros cariocas da Lapa, Glória, Cinelândia e Gamboa. Esse é o primeiro longa-metragem dirigido por Allan Fiterman no Brasil. O diretor, nascido e criado em São Paulo, havia dirigido o filme Living the Dream, de 2006, nos Estados Unidos. Ele iniciou sua carreira em Los Angeles, onde atuou em diversos setores da indústria cinematográfica.

## Lançamento
Embarque Imediato, antes de ser lançado nos cinemas, participou de diversos festivais de cinema nacionais e internacionais. Entre eles, esteve na seleção oficial do Cairo Film Festival, Monaco International Film Festival, Strasbourg Film Festival, St.Petersburg Florida Film Festival, Montreal Black Film Festival, Hollywood Brazilian Film Festival, Miami Brazilian Film Festival e Festival do Rio.

## Recepção

### Bilheteria
Segundo dados da Agência Nacional do Cinema, durante sua exibição comercial, o filme registrou um público de 35.629 espectadores, gerando uma receita de R$ 304.073,23.

### Resposta da crítica

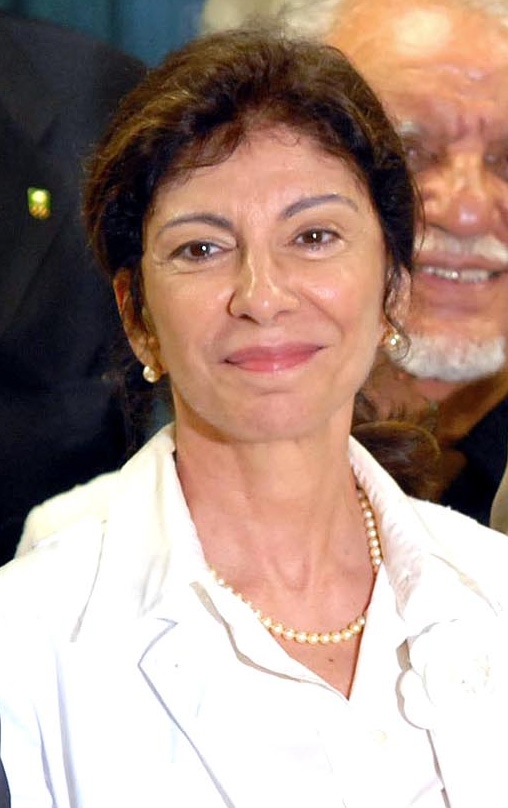
A performance de Marília Pera foi citada como o único ponto positivo do filme.

Embarque Imediato não obteve repercussão positiva por parte da crítica especializada. Marcelo Forlani, escrevendo para o website Omelete, definiu o filme como uma "comédia sem graça que justifica o preconceito com o cinema nacional", ele ainda escreve que "[...] O mau gosto que aparece no pôster é escancarado no nojento barulho de mulheres gordas se esfregando na Agência Botero, na vergonha-alheia da Marília Pêra fazendo exercícios como se fosse o Mr. Bean e no desnecessário beijo entre a tarimbada atriz e o jovem Jonathan, quando nada da trama apontava para um envolvimento entre os dois. Aliás, o roteiro é mais furado do que panetone sem frutas secas, não explicando quem é a amiga de Wagner que mora em Nova York (seria namorada, irmã?), ou se Wagner é mesmo o pai do menino que mora na sua antiga casa ou apenas um irmão mais novo."
Ricardo Calil, para o jornal Folha de S.Paulo, descreve o filme como um produto promissor, mas que se perde durante o desenvolvimento da trama, dizendo que "[...] Infelizmente, o fôlego daquela cena inicial se perde ao longo da projeção, e o filme começa a girar em falso com diálogos que namoram clichês de autoajuda ("a vida não leva a lugar nenhum, a gente escolhe para onde a vida vai"), personagens que nunca deixam de ser caricaturas (mesmo o da sempre talentosa Marília Pêra) e momentos de humor que beiram a grosseria (em particular os de José Wilker, no papel de antigo amante de Justina e agenciador de modelos gordas). Nessas cenas, "Embarque Imediato" vira uma comédia televisiva -não por questões estéticas, mas pelo tom chuleiro das piadas."
Jader Santana, para o website Cinema com Rapadura, escreveu: "Descrever Embarque Imediato como o maior pecado da cinematografia brasileira é exagero. É menos odioso considerá-lo como o resultado da ambição de um diretor principiante por fazer algo grandioso demais para seus padrões de estreia. Afinal, estrear com um épico, como fez o americano Orson Welles, com seu Cidadão Kane, em 1941, não é tão fácil como parece ser. Ao diretor, mais prudência em sua próxima empreitada."

Geo Euzébio, em sua crítica ao website Cine Players, escreveu: "Chega o momento em que você precisará escolher algo pra se agarrar durante o filme, algo que faça a sessão valer a pena. Se assim for, sugiro que você perceba a atuação de Marília Pêra. O fato de que sua personagem seja uma cantora frustrada libera a atriz para cantar, dançar e se fantasiar no dia-a-dia, usando peruca e lentes no trabalho, e se travestindo de Gilda quando está sozinha em casa. E é assim que a experiência de uma atriz transparece. Com seus anos de teatro e um ar sempre engraçado no rosto, ela e José Wilker (outro ator experiente no ramo do humor) salvam o filme. Haagensen, muito bonito, não vacila diante da experiência dos dois, mas ainda engatinha na comédia. Vale falar também de Sandra Pêra, irmã de Marília, que interpreta a também irmã de Betina. Algumas das melhores tiradas do filme são dela, bem como o ritmo e a naturalidade na dupla formada pelas irmãs dão gás à ação."